# Stephen Mitchell
Stephen A. Mitchell (23 luglio 1946 – 21 dicembre 2000) è stato uno psicoanalista statunitense.
Egli aiutò, coi suoi scritti, a chiarificare molte teorie psicoanalitiche. Il suo libro Le relazioni oggettuali nella teoria psicoanalitica (1983), scritto assieme a Jay Greenberg, provvide a fornire una chiara e sistematica comparazione di teorizzazioni fino a quel tempo altamente complesse, spesso confuse, divenendo un classico manuale degli studi universitari. Introdusse il termine "relazionale", diventando così uno dei primi cinque docenti (Philip Bromberg, Bernard Friedland, James Fosshage, Emmanuel Ghent e Stephen Mitchell) che contribuì alla nascita, nel 1988, dell'indirizzo relazionale alla New York University.